# بينيغ
بنيغ (بالألمانية: Penig) هي بلدة ألمانية تقع في ألمانيا في ساكسونيا. يقدر عدد سكانها بـ 10,276 نسمة .

## المدن التوأمة
مدينة Braunsbach هي مدينة توأمة لـبنيغ.

## أعلام
- أوقست فريدريك مولر
- هاري فايفر